# Falerio dei Colli Ascolani

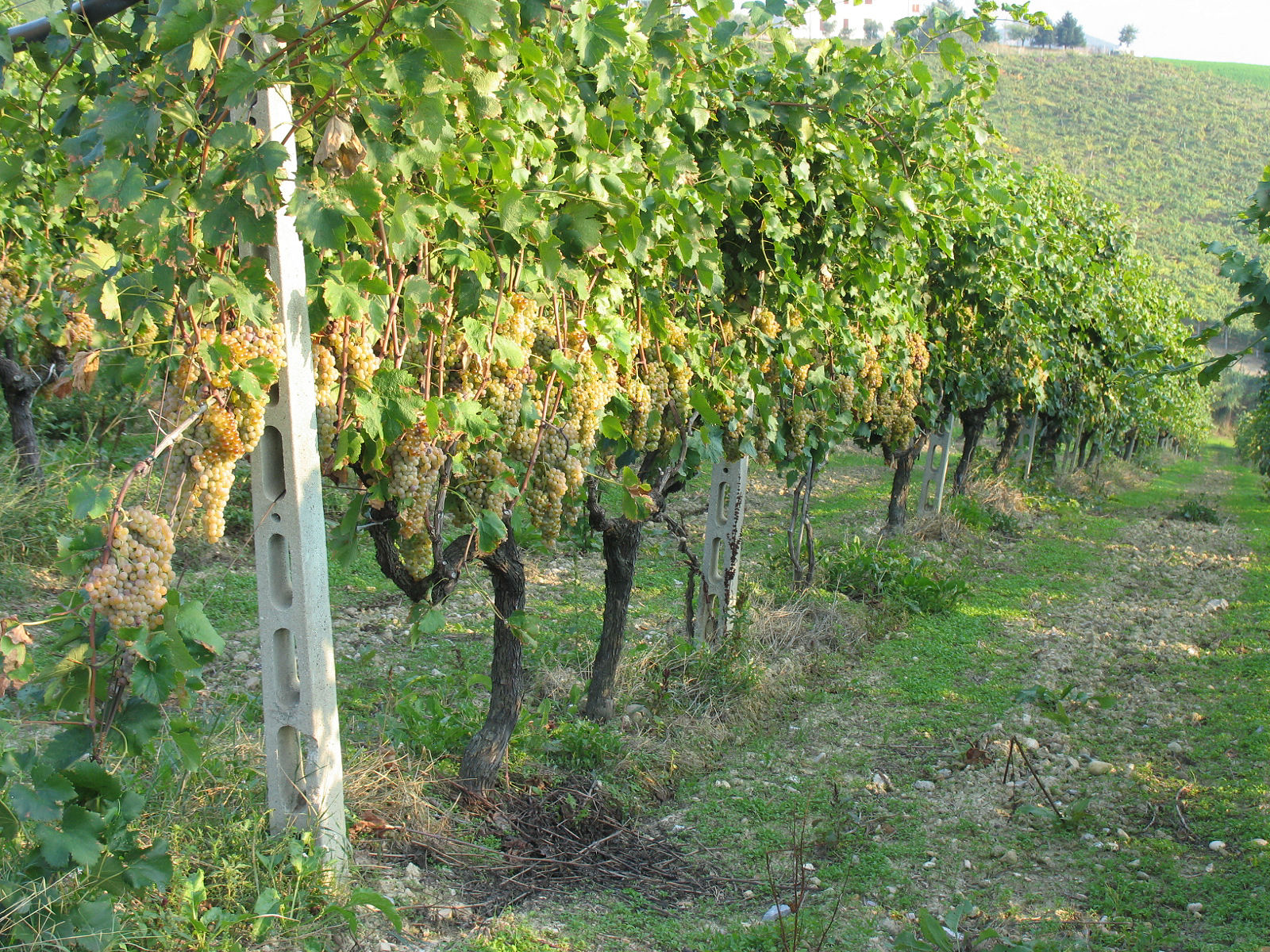
Trebbiano-Trauben für den Falerio

Falerio DOC (früher auch: Falerio dei Colli Ascolani) sind italienische Weißweine aus den Provinzen Ascoli Piceno und Fermo in der Region Marken. Sie besitzen seit 1975 eine „kontrollierte Herkunftsbezeichnung“ (Denominazione di origine controllata – |DOC), die zuletzt am 7. März 2014 aktualisiert wurde.

## Erzeugung
Falerio wird in zwei Weintypen angeboten:
- Falerio – Der Wein muss mindestens folgende Rebsorten enthalten: 20–50 % Trebbiano Toscano, 10–30 % Passerina und 10–30 % Pecorino. Höchstens 20 % andere weiße, nicht-aromatische Rebsorten, die für den Anbau in der Region Marken zugelassen sind, dürfen zugesetzt werden.[1]
- Falerio Pecorino: muss mindestens 85 % Pecorino enthalten. Höchstens 15 % andere weiße Rebsorten, die für den Anbau in der Region Marken zugelassen sind, dürfen zugesetzt werden.[1]

## Anbau
Der Anbau und die Vinifikation der Weine sind nur gestattet in den Provinzen Ascoli Piceno und Fermo auf den Hügeln entlang des Flusses Tenna. Der Anbau darf nur bis zu einer Höhe von 700 m s.l.m. erfolgen.
Im Jahr 2017 wurden 23.282 hl DOC-Wein erzeugt.

## Beschreibung
Gemäß Denomination:

### Falerio
- Farbe: mehr oder weniger helles strohgelb
- Geruch: leicht aromatisch
- Geschmack: trocken, fruchtig, ausgewogen, leicht sauer
- Alkoholgehalt: mindestens 11,5 Vol.-%
- Säuregehalt: mind. 4,5 g/l
- Trockenextrakt: mind. 16,0 g/l

### Falerio Pecorino
- Farbe: strohgelb mit grünlichen Reflexen
- Geruch: charakteristisch, angenehm
- Geschmack: typisch, charakteristisch trocken, leicht sauer
- Alkoholgehalt: mindestens 12,0 Vol.-%
- Säuregehalt: mind. 4,5 g/l
- Trockenextrakt: mind. 16,0 g/l